# Малое Заозёрье
Малое Заозёрье — деревня в Окуловском муниципальном районе Новгородской области, относится к Берёзовикскому сельскому поселению.

## История
В 2001 г. постановлением Правительства РФ деревня Заозёрье переименована в Малое Заозёрье.

## Население
| 2010 | 2012 |
| ---- | ---- |
| 0    | ↗1   |